# 格勒纳勒桥

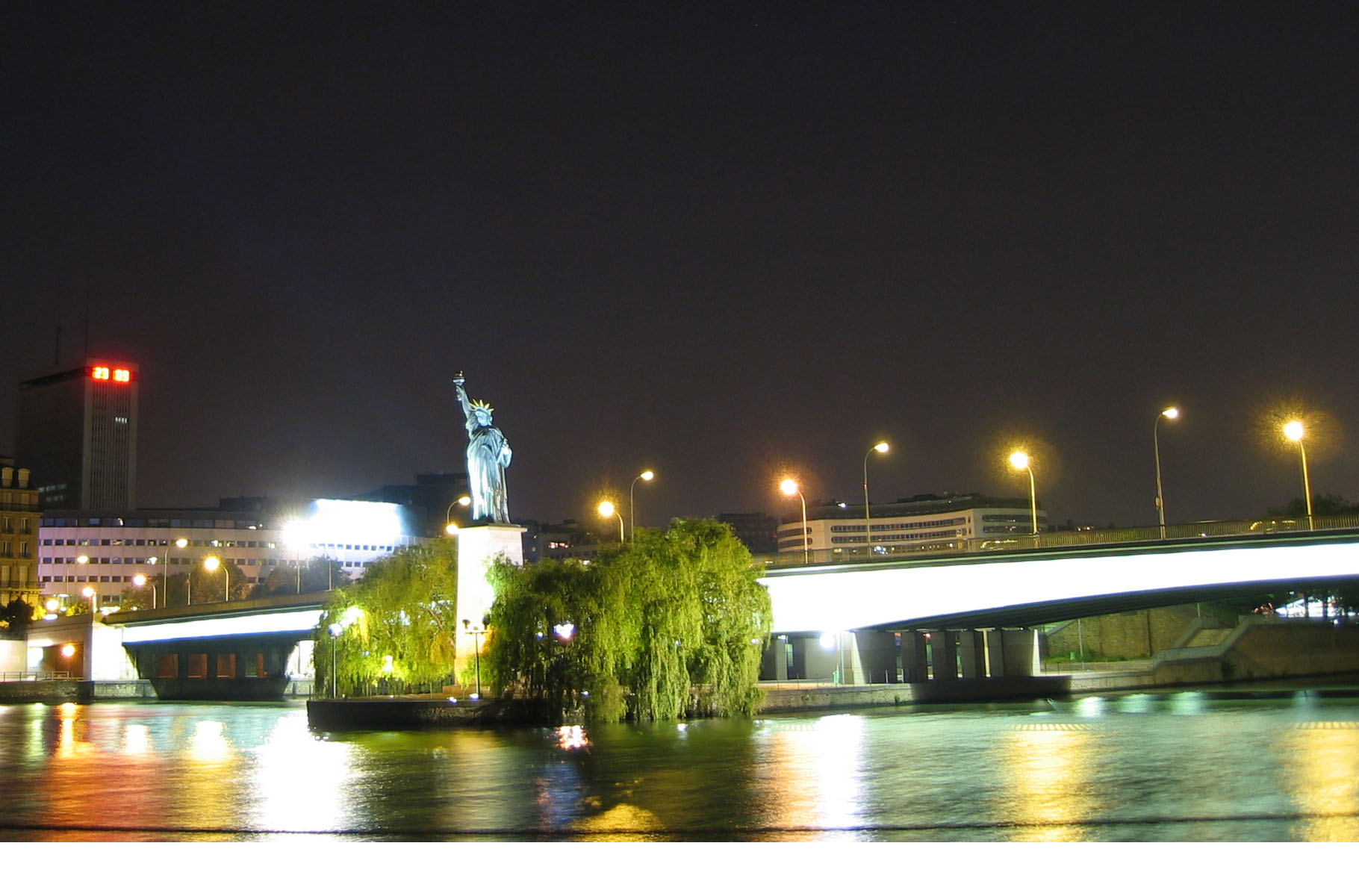
格勒纳勒桥夜景，圖中的自由女神像為複製品。

格勒纳勒桥（Pont de Grenelle）是一条位于法国巴黎的钢製梁桥，建于1827年，连接巴黎十五区和巴黎十六区，横跨塞纳河以及河道中央的天鹅岛。桥梁长173米，宽20米，现存建筑于1966年落成。
1. ↑  , 2004-08-09, Wikidata Q936 （mul）